# Presidenti della Liguria

La bandiera della regione Liguria.

I presidenti della giunta regionale, dal 1970 al 1995, erano eletti dal consiglio regionale. In seguito alla Riforma del 1995, l'elezione del presidente della Regione avviene per suffragio universale e diretto.

## Elenco
I presidenti della Liguria susseguitisi dal 1970 ad oggi sono i seguenti:
| Nº                                               | Presidente (Nascita-Morte) | Presidente (Nascita-Morte) | Presidente (Nascita-Morte)        | Partito                                        | Giunta              | Supporto                   | Supporto                                         | Mandato           | Mandato           | Leg.          |
| Nº                                               | Presidente (Nascita-Morte) | Presidente (Nascita-Morte) | Presidente (Nascita-Morte)        | Partito                                        | Giunta              | Supporto                   | Supporto                                         | Inizio            | Fine              | Leg.          |
| ------------------------------------------------ | -------------------------- | -------------------------- | --------------------------------- | ---------------------------------------------- | ------------------- | -------------------------- | ------------------------------------------------ | ----------------- | ----------------- | ------------- |
| Presidenti eletti dal Consiglio regionale        |                            |                            |                                   |                                                |                     |                            |                                                  |                   |                   |               |
| 1                                                |                            |                            | Gianni Dagnino (1926-1995)        | Democrazia Cristiana                           | Dagnino             |                            | Centro-sinistra "organico" DC • PSI • PSDI • PRI | 15 settembre 1970 | 15 aprile 1975    | I (1970)      |
| 2                                                |                            |                            | Giorgio Luciano Verda (1923-2002) | Democrazia Cristiana                           | Verda               | 15 aprile 1975             | Centro-sinistra "organico" DC • PSI • PSDI • PRI | 28 luglio 1975    |                   | I (1970)      |
| 3                                                |                            |                            | Angelo Carossino (1929-2020)      | Partito Comunista Italiano                     | Carossino           |                            | Socialcomunismo PCI • PSI                        | 29 luglio 1975    | 4 luglio 1979     | II (1975)     |
| 4                                                |                            |                            | Armando Magliotto (1927-2005)     | Partito Comunista Italiano                     | Magliotto           | 5 luglio 1979              | Socialcomunismo PCI • PSI                        | 27 ottobre 1980   |                   | II (1975)     |
| 5                                                |                            |                            | Giovanni Persico (1927-2015)      | Partito Repubblicano Italiano                  | Persico             |                            | Centrismo DC • PSDI • PLI • PRI                  | 28 ottobre 1980   | 27 settembre 1981 | III (1980)    |
| 6                                                |                            |                            | Alberto Teardo (1937-)            | Partito Socialista Italiano                    | Teardo              |                            | Pentapartito DC • PSI • PSDI • PLI • PRI         | 28 settembre 1981 | 25 maggio 1983    | III (1980)    |
| 7                                                |                            |                            | Rinaldo Magnani (1930-2006)       | Partito Socialista Italiano                    | Magnani I           | 12 agosto 1983             | Pentapartito DC • PSI • PSDI • PLI • PRI         | 9 ottobre 1985    |                   | III (1980)    |
| 7                                                | Magnani II                 | 10 ottobre 1985            | Rinaldo Magnani (1930-2006)       | Partito Socialista Italiano                    | 14 marzo 1990       | IV (1985)                  | Pentapartito DC • PSI • PSDI • PLI • PRI         |                   |                   |               |
| 8                                                |                            |                            | Renzo Muratore (1939-)            | Partito Socialista Italiano                    | Muratore            | IV (1985)                  | Pentapartito DC • PSI • PSDI • PLI • PRI         | 14 marzo 1990     | 27 settembre 1990 |               |
| 9                                                |                            |                            | Giacomo Gualco (1936-2011)        | Democrazia Cristiana                           | Gualco              | 28 settembre 1990          | Pentapartito DC • PSI • PSDI • PLI • PRI         | 14 gennaio 1992   | V (1990)          |               |
| 10                                               |                            |                            | Edmondo Ferrero (1924-2013)       | Democrazia Cristiana                           | Ferrero             | 15 gennaio 1992            | Pentapartito DC • PSI • PSDI • PLI • PRI         | 20 luglio 1994    | V (1990)          |               |
| 11                                               |                            |                            | Giancarlo Mori (1938-2019)        | Partito Popolare Italiano                      | Mori I              |                            | PPI • PDS • FdV                                  | 21 luglio 1994    | V (1990)          | 5 giugno 1995 |
| Presidenti eletti a suffragio universale diretto |                            |                            |                                   |                                                |                     |                            |                                                  |                   |                   |               |
| (11)                                             |                            |                            | Giancarlo Mori (1938-2019)        | Partito Popolare Italiano                      | Mori II             |                            | L'Ulivo PDS • PPI • PdD • FdV                    | 6 giugno 1995     | 12 maggio 2000    | VI (1995)     |
| 12                                               |                            |                            | Sandro Biasotti (1948-)           | Forza Italia                                   | Biasotti            |                            | Casa delle Libertà FI • AN • LN • CCD            | 12 maggio 2000    | 14 aprile 2005    | VII (2000)    |
| 13                                               |                            |                            | Claudio Burlando (1954-)          | Democratici di Sinistra                        | Burlando I          |                            | L'Unione DS • DL • PRC • PdCI • FdV • IdV        | 14 aprile 2005    | 7 aprile 2010     | VIII (2005)   |
| 13                                               |                            | Partito Democratico        | Claudio Burlando (1954-)          | Burlando II                                    |                     | PD • IdV • UdC • FdS • SEL | 7 aprile 2010                                    | 11 giugno 2015    | IX (2010)         |               |
| 14                                               |                            |                            | Giovanni Toti (1968-)             | Forza Italia                                   | Toti I              |                            | LN • FI • FdI                                    | 11 giugno 2015    | 27 ottobre 2020   | X (2015)      |
| 14                                               | Cambiamo!                  |                            | Giovanni Toti (1968-)             |                                                | Toti I              |                            | LN • FI • FdI                                    | 11 giugno 2015    | 27 ottobre 2020   | X (2015)      |
| 14                                               | Italia al Centro           | Toti II                    | Giovanni Toti (1968-)             |                                                | C! • LSP • FdI • FI | 27 ottobre 2020            | 26 luglio 2024                                   | XI (2020)         |                   |               |
| 14                                               | Noi Moderati               | Toti II                    | Giovanni Toti (1968-)             |                                                | C! • LSP • FdI • FI | 27 ottobre 2020            | 26 luglio 2024                                   | XI (2020)         |                   |               |
| –                                                |                            | Toti II                    |                                   | Alessandro Piana (Vicepresidente f.f.) (1972-) | C! • LSP • FdI • FI | Lega                       | 26 luglio 2024                                   | XI (2020)         | 6 novembre 2024   |               |
| 15                                               |                            |                            | Marco Bucci (1959-)               | Indipendente di centro-destra                  | Bucci               |                            | FdI • LSP • FI • NM                              | 6 novembre 2024   | in carica         | XII (2024)    |

## Presidenti per durata complessiva
| N. | Presidente              | Giorni in carica |
| -- | ----------------------- | ---------------- |
| 1  | Claudio Burlando        | 3710             |
| 2  | Giovanni Toti           | 3333             |
| 3  | Rinaldo Magnani         | 2406             |
| 4  | Giancarlo Mori          | 2122             |
| 5  | Sandro Biasotti         | 1798             |
| 6  | Gianni Dagnino          | 1673             |
| 7  | Angelo Carossino        | 1436             |
| 8  | Edmondo Ferrero         | 917              |
| 9  | Alberto Teardo          | 604              |
| 10 | Armando Magliotto       | 480              |
| 11 | Giacomo Gualco          | 473              |
| 12 | Giovanni Persico        | 334              |
| 13 | Marco Bucci             | 287              |
| 14 | Renzo Muratore          | 197              |
| 15 | Giorgio Luciano Verda   | 104              |
| -  | Alessandro Piana (f.f.) | 103              |